# بكتيريا غلوكونية
البكتيريا الغلُوكُونيَّة أو الجُرثومة الغلُوكُونيَّة (بالإنجليزية: Gluconobacter)‏ هي جنس من الجراثيم في فصيلة جراثيم حَمْض الخَلّيك. تُفَضِّل البيئات الغنيَّة بالسُّكَّر، لذلك تنوجِد كمُتَعَضِّية (كائِن حَيّ) مُتلِفة في الجِعَة (البِيْرَة). لا تُعَدّ مُمرِضة لكن يمكنها أن تُسَبِّب بِلَى في التُّقَّاح والكُمَّثْرَى (الإجاص).

## الأنواع
هناك عدد لا بأس به من أنواع البكتيريا الغلوكونية في الجنس، مثل:
- بكتيريا غلوكونية مبيضية
- Gluconobacter asaii
- بكتيريا غلوكونية جعوية عزلت من تخمُّر جعة لمبكية (Lambic) في 2014، واقترحت كنوع جديد.[3]
- Gluconobacter cerinus
- Gluconobacter frateurii
- Gluconobacter japonicus
- Gluconobacter kanchanaburiensis
- Gluconobacter kondonii
- Gluconobacter nephelii
- Gluconobacter oxydans على الأغلب هو الأكثر شهرة، لأنه يستخدم في عدد من تطبيقات التقانة الحيوية.[4]
- بكتيريا غلوكونية كروية
- Gluconobacter thailandicus
- Gluconobacter uchimurae
- Gluconobacter wancherniae